# WinDev
WinDev è un ambiente di sviluppo integrato in linguaggio formale di quarta generazione pubblicato per la prima volta nel 1993 da PC SOFT.
L'ambiente è stato creato come strumento CASE di Windows ma dalla sedicesima versione è utilizzabile anche per Linux. Il programma permette di creare un'applicazione software. È molto diffuso in Francia, infatti viene pubblicata una piccola guida per le varie versioni del programma, è anche venduto in quasi tutto il mondo. L'ultima versione è stata pubblicata il 15 ottobre 2019 (version 240077).